# Guananico
Guananico è un comune della Repubblica Dominicana di 6.047 abitanti, situato nella Provincia di Puerto Plata.